# برج ساعت جوبیلی
برج ساعت جوبیلی (مالایی: Menara Jam Peringatan Victoria) یک برج ساعت جوبیلی به سبک معماری موریش است که در تقاطع خیابان‌های لایت استریت و بیچ استریت در شهر جرج تاون، ایالت پنانگ، مالزی واقع شده است. این برج که برای بزرگداشت جشن الماس سال ۱۸۹۷ ملکه ویکتوریا ساخته شده، دارای ۶۰ فوت ارتفاع است، که هر یک فوت بیانگر یک سال سلطنت ویکتوریا می‌باشد.
این برج به علت بمباران در طی جنگ جهانی دوم، اندکی کج شده است.